# Cochlostoma acutum
Cochlostoma acutum ist eine auf dem Land lebende Schneckenart aus der Familie der Walddeckelschnecken (Cochlostomatidae) in der Ordnung Architaenioglossa („Alt-Bandzüngler“).

## Merkmale
Das rechtsgewundene Gehäuse ist 7,3 bis 7,5 mm hoch und 2 bis 2,8 mm breit. Es ist schlank-turmförmig und hat 10,5 Windungen, die langsam und gleichmäßig zunehmen. Die Windungen sind gut gewölbt und werden von einer deutlichen Naht voneinander abgesetzt. Der letzte Umgang ist an der Basis gerundet, nicht gekantet. Die ersten 2,5 Windungen sind glatt, die restlichen Umgänge regelmäßig berippt, die Rippen stehen in weiten Abständen. Auf der letzten Windung werden die Rippen feiner.
Die Mündung ist vergleichsweise klein, annähernd rundlich mit einer stumpfwinkligen Ecke am oberen parietalen Rand. Der Mündungsrand ist weiß und ausgeweitet. Nur am Spindelrand ist der Mundsaum zu einem „Ohr“ ausgezogen. Das Gehäuse ist hornfarben.

### Ähnliche Art
Cochlostoma acutum wurde bis 2002 als Synonym von Cochlostoma simrothi angesehen. An einer Lokalität zwischen dem Vallon de la Bendola und dem Vallon de la Madonina (Dépt. Alpes-Maritimes) wurden damals die beiden Arten sympatrisch lebend gefunden, und damit die Eigenständigkeit von Cochlostoma acutum nachgewiesen. Das Gehäuse von Cochlostoma acutum ist deutlich schlanker mit stärker gewölbten Umgängen. Die Rippen sind deutlicher und stehen etwas enger. Der Mundsaum ist am unteren Rand und zum Spindelohr hin deutlich schmaler. Während Cochlostoma simrothi ausschließlich auf Kalkfelsen lebt, kommt Cochlostoma acutum auch auf Totholz im Wald vor.

## Geographische Verbreitung und Lebensraum
Die Art ist endemisch in einem sehr kleinen Gebiet im französischen Département Alpes-Maritimes. Bisher sind nur folgende Vorkommen bekannt: Roya-Tal zwischen La Giandola, Fontan und eine Lokalität zwischen dem Vallon de la Bendola und dem Vallon de la Madonina (Département Alpes-Maritimes, Frankreich).
Die Tiere leben auf Kalkfelsen, aber auch im Wald auf Totholz. Am Fundort im Vallon de la Bendola auf 470 bis 490 m über Meereshöhe wuchs ein Wald aus Europäischer Hopfenbuche (Ostrya carpinifolia).

## Taxonomie
Das Taxon wurde 1908 von Eugène Caziot als Pomatis acutum (Schreibfehler für Pomatias acutum) erstmals in die wissenschaftliche Literatur eingeführt. Er schrieb die Art aber Carlo Pollonera zu. Dieser hatte anscheinend im Museum in Turin Sammlungsetiketten entsprechend beschriftet. Eine alleinige Autorschaft oder auch nur Mitwirkung von Carlo Pollonera an der Erstbeschreibung ist nicht zu erkennen. Die Art muss Eugène Caziot zugeschrieben werden.
Louis Germain bezeichnete das Taxon 1931 als Cochlostoma (Anotus) acutum Pollonera. Olivier Gargominy und Theo Ripken nannten sie dann Cochlostoma (Turritus) acutum (Caziot, 1908). Dieser Zuordnung folgte auch die Fauna Europaea.

## Gefährdung
Aufgrund des extrem kleinen Verbreitungsgebietes schätzt die International Union for Conservation of Nature and Natural Resources (IUCN) die Art als gefährdet ein. Die Art ist in Frankreich nicht durch Gesetz geschützt, das Verbreitungsgebiet liegt jedoch innerhalb des Nationalparks Mercantour.

## Belege